# Opéra de Strasbourg
Pour les articles homonymes, voir Théâtre municipal.
Résidence
L'Opéra de Strasbourg est une salle d'opéra située 19, place Broglie, dans le centre historique de Strasbourg. Il est connu pour accueillir, conjointement avec des salles de Mulhouse et Colmar, des représentations de l'Opéra national du Rhin. 
L'Opéra national du Rhin (OnR) lorsqu'il s'y produit, associe l'orchestre philharmonique de Strasbourg, l'orchestre national de Mulhouse, le Ballet de l'Opéra national du Rhin ainsi que la Maîtrise de l'Opéra national du Rhin - Petits chanteurs de Strasbourg, institutions habituelles de cette maison. L'Opéra national du Rhin est membre de la ROF (Réunion des opéras de France), de RESEO (Réseau Européen pour la Sensibilisation à l'Opéra et à la Danse) et d'Opera Europa.

## Architecture
Le bâtiment est édifié entre 1804 et 1821 par l'architecte Villot. Il est partiellement détruit en 1870 à la suite de bombardements allemands. Lors de sa restauration en 1888, la façade arrière est enrichie d'un avant-corps circulaire. 
L'opéra est construit dans un style néo-classique avec une façade ornée d'un péristyle colossal à colonnes ioniques et surmonté de six muses (et non neuf comme le veut la tradition), sculptées par Landolin Ohmacht.
La façade a été classée monument historique en 1921.